# Leptoseris explanata
Leptoseris explanata is een rifkoralensoort uit de familie van de Agariciidae. De wetenschappelijke naam van de soort is voor het eerst geldig gepubliceerd in 1941 door Yabe & Sugiyama.